# Монте ди Фо (Фиренца)
Монте ди Фо је насеље у Италији у округу Фиренца, региону Тоскана.
Према процени из 2011. у насељу је живело 9 становника. Насеље се налази на надморској висини од 769 м.